# Visharmonik
Visharmonik utgår från tre grundackord. De tre kallas "tonika", "subdominant" och "dominant" och är ackord på tonartens första, fjärde respektive femte ton. Till visharmoniken hör också en mängd konventioner om hur ackorden följer efter varandra (i vilken ordning) och vilka färgningar som kan förekomma. Förekommande ackord förutom tonikan, subdominanten och dominanten är framför allt de olika parallellackorden och dominantackorden till dessa.